# 엉치신경얼기
인체 해부학에서 엉치신경얼기(sacral plexus), 또는 천골신경총은 넓적다리 뒤쪽, 다리와 발의 대부분, 골반의 일부에 운동 및 감각 신경을 제공하는 신경얼기이다. 엉치신경얼기는 허리엉치신경얼기(lumbosacral plexus)의 일부이며 허리뼈와 엉치뼈에서 나온 척수신경 앞가지(L4-S4)에서 시작된다. 엉치신경얼기병증(sacral plexopathy)은 엉치신경얼기의 신경들에 영향을 미치는 병으로, 주로 외상, 신경 압박, 혈관질환, 감염 등이 원인이 된다. 증상에는 통증, 운동 조절 능력 상실, 감각 이상 등이 있다.

## 구조
엉치신경얼기는 다음에 의해 형성된다.
- 허리엉치신경얼기
- 첫째엉치신경의 앞갈래(anterior division)
- 둘째, 셋째엉치신경 앞갈래의 일부

엉치신경얼기를 형성하는 신경은 큰궁둥구멍(greater sciatic foramen) 아랫부분을 향해 모여 납작한 띠 모양으로 합쳐진다. 이 합쳐진 띠 자체는 이후 넓적다리 뒤쪽에서 정강신경(tibial nerve)과 온종아리신경(common fibular nerve)으로 나누어지는 궁둥신경(sciatic nerve)으로 이어진다. (정강신경과 온종아리신경은 간혹 신경얼기에서 따로 갈라져 나오기도 하며, 해부 시 이 두 신경의 독립성을 확인할 수 있다.) 대개 엉치신경얼기와 허리신경얼기(lumbar plexus)는 허리엉치신경얼기라고 불리는 하나의 큰 신경얼기라고 합쳐서 불리며, 허리신경얼기와 엉치신경얼기는 허리엉치신경줄기(lumbosacral trunk)에 의해 서로 연결된다.

### 주변 구조물과의 관계
엉치신경얼기는 궁둥구멍근(piriformis muscle)과 골반 근막(pelvic fascia) 앞의 골반 뒤쪽에 있다. 그 앞에는 속엉덩동맥(internal iliac artery), 속엉덩정맥(internal iliac vein), 요관(ureter) 및 구불잘록창자(sigmoid colon)가 있다. 위볼기동맥(superior gluteal artery)과 정맥은 허리엉치신경줄기와 첫째엉치신경 사이를, 아래볼기동맥(inferior gluteal artery)과 정맥은 둘째와 셋째엉치신경 사이를 지나간다.

## 형성되는 신경
셋째엉치신경을 제외하고 신경얼기로 들어가는 신경은 모두 배쪽과 등쪽 갈래로 나뉘며, 이렇게 들어간 척수신경들이 형성한 신경얼기에서 갈라져 나오는 신경들은 아래 표와 같다.

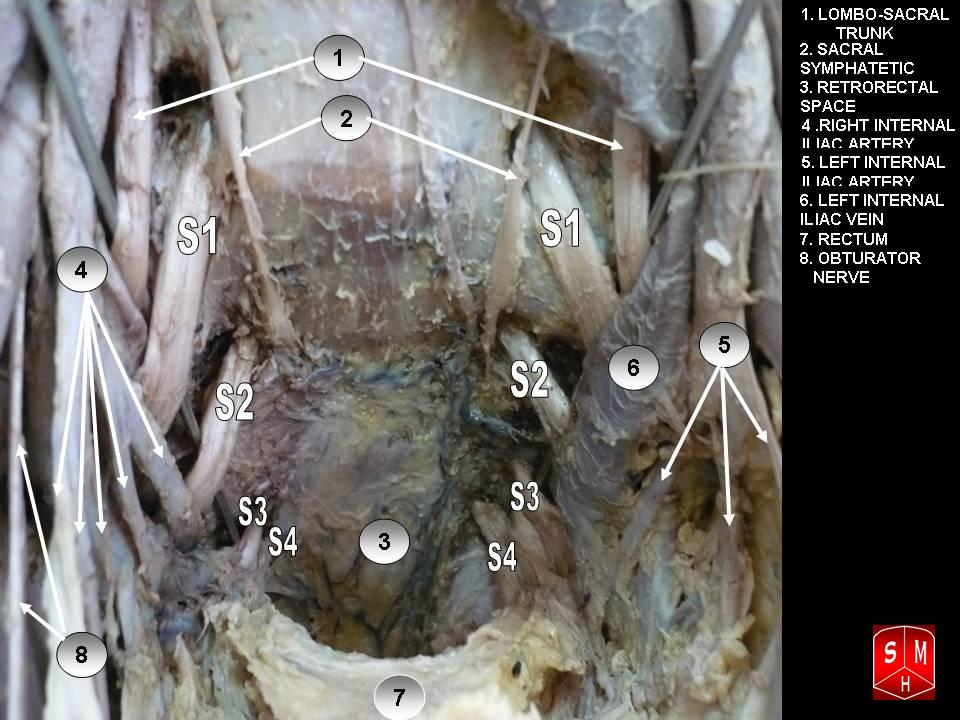
허리엉치신경얼기

| 신경             | 구성     | 분포하는 근육 | 피부가지                                           |
| ---------------- | -------- | --- | -------------------------------------------------- |
| 위볼기신경       | L4-S1    | 중간볼기근 작은볼기근 넙다리근막긴장근                                                                                  |                                                    |
| 아래볼기신경     | L5-S2    | 큰볼기근 |                                                    |
| 뒤넙다리피부신경 | S1-S3    | | 아래볼기피부신경 뒤넙다리피부신경 샅가지           |
| 궁둥구멍근신경   | S1-2     | 궁둥구멍근 |                                                    |
| 속폐쇄근신경     | L5, S1-2 | 속폐쇄근 위쌍동근 |                                                    |
| 넙다리네모근신경 | L4-5, S1 | 넙다리네모근 아래쌍동근                                                                                                 |                                                    |
| 궁둥신경         | L4-S3    | 반막근 반힘줄근 넙다리두갈래근 큰모음근의 안쪽 일부 (넙다리두갈래근만 온종아리신경 성분이, 나머진 정강신경 성분이 분포) |                                                    |
| 온종아리신경     | L4-S2    | | 가쪽장딴지피부신경                                 |
| 정강신경         | L4-S3    | 장딴지근 가자미근 장딴지빗근 오금근 뒤정강근 긴엄지굽힘근 긴발가락굽힘근                                                | 안쪽장딴지피부신경 가쪽발등피부신경 안쪽발꿈치가지 |
| 관통피부신경     | S2-S3    | |                                                    |
| 음부신경         | S2-S4    | 항문올림근 바깥항문조임근 바깥요도조임근 궁둥해면체근 망울해면체근                                                      |                                                    |
| 골반내장신경     | S2-S4    | 속요도조임근 |                                                    |

## 추가 이미지

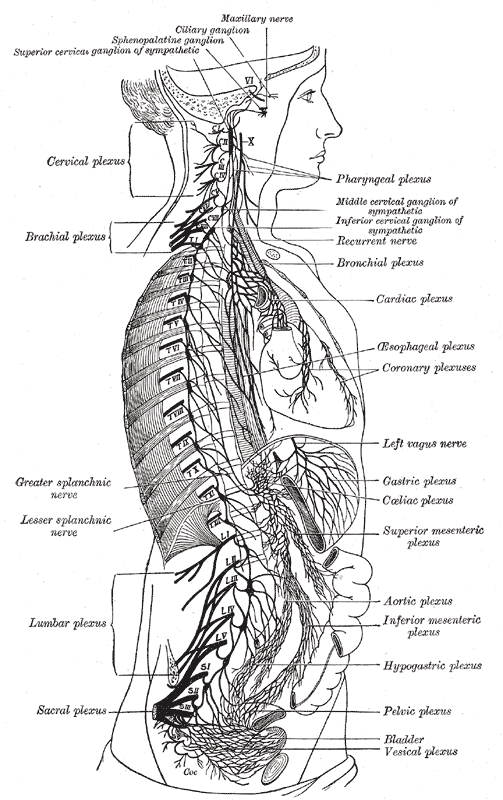
오른쪽 교감신경줄기와 가슴, 복부 및 골반의 신경얼기들과의 연결.
개략도.
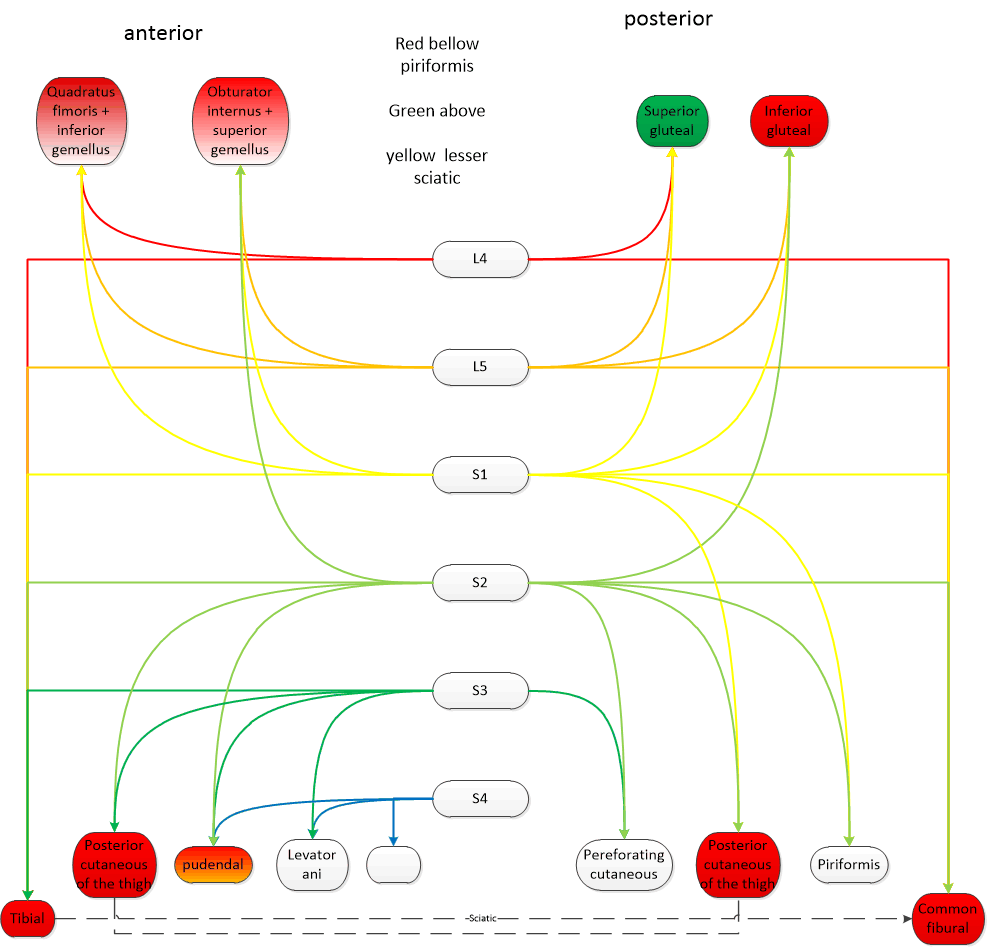
엉치신경얼기의 모식도.

## 같이 보기
- 목신경얼기
- 팔신경얼기
- 허리신경얼기

## 참고 문헌
이 문서는 현재 퍼블릭 도메인에 속하는 그레이 해부학 제20판(1918) page 957의 내용을 기초로 작성된 글이 포함되어 있습니다.
1. ↑  Organ, Jason M. (2008년 1월 9일). “Thieme Atlas of Anatomy: General Anatomy and Musculoskeletal System Thieme Atlas of Anatomy: Neck and Internal Organs”. 《JAMA》 299 (2). doi:10.1001/jama.2007.36-a. ISSN 0098-7484.